# Добросав Милојевић
Добросав Милојевић (Доње Штипље, 1948) српски је сликар наивне уметности.

## Биографија
Сликарством је почео да се бави 1970. године. У свом досадашњем раду одржао је 40 самосталних изложби, док је учествовао у преко 200 групних изложби. Од 1973. године, излагао је на свим колонијама наивне уметности које је организовао Музеј наивне уметности. Насликао је неколико стотина слика техником уљаног сликарства на различитим подлогама. Први узор у сликарству му је био Милан Рашић. Тема која преовладава у његовим делима је сеоски живот.
Његова дела су изложена у збирци Музеја наивне уметности, Галерији ликовних саморастников у Требињу, галеријама у Санском мосту и Ковачици.
Живи у Доњем Штипљу код Јагодине.

## Награде и признања
Освојио је бројне награде, међу којима су најважније:
- Златна плакета Табора у Требињу 1980. године
- Откупна награда на Другом бијеналу наивне уметности 1983. године,
- Велика награда Шестог бијенала наивне уметности 1993. године у Јагодини
- Плакета града Загреба 1972. године
- Међународна диплома Салсомађоре Терме 1983. године
- Захвалница српско-јеврејског друштва 1990. године у Тел Авиву[1][3]